# Institut des hautes études de Défense nationale
Institut des hautes études de Défense nationale (IHEDN) – francuska publiczna instytucja akademicka zajmująca się badaniami obronnymi, edukacją oraz promowaniem wiedzy i świadomości, która założona została w 1936 r. przez admirała Raoul Castex. Pierwotnie był to Collège des hautes études de défense nationale i został przemianowany na instytut w 1948. Sesje w regionach (1954), sesje międzynarodowe (1980), cykle wywiadu gospodarczego (1995) i inne seminaria zostały dodane do pierwotnego szkolenia krajowego sesje specyficzne. W 1997 roku Instytut stał się organem administracji publicznej podlegającym Prezesowi Rady Ministrów. 

## Znani absolwenci
- Thierry Breton, francuski menedżer, informatyk, nauczyciel akademicki i polityk
- Tomasz Orłowski, polski dyplomata